# Trop (musik)
För andra betydelser, se Trop.
Trop är en musikalisk term som inom den lutherska kyrkan i modern tid närmast motsvarar en kyrkovisa. Historiskt har trop använts för att beteckna en kyrkotonart, men var även en strävan att smycka ut ett givet liturgiskt mönster.